# GNK Bratstvo 1918 Bosanska Krupa
GNK Bratstvo 1918 bosanskohercegovački je nogometni klub iz Bosanske Krupe.
Osnovan 1918. godine, u sezoni 2024./25. natječe se u Drugoj ligi FBiH – Zapad, trećoj ligi bosanskohercegovačkog nogometnog sustava.

## Povijest
Klub je osnovan 1918. Većinu svog postojanja proveo je u nižim rangovima. Za vrijeme Jugoslavije igrao je u zonskoj ligi Banja Luka i Krajiškoj zonskoj ligi. Godine 1986. postaje član Republičke lige Bosne i Hercegovine. Po završetku rata u BiH postao je član Prve lige Unsko-sanske županije, a zatim je prešao u Drugu ligu Federacije BiH.

## Stadion
Klub igra u Sportskorekreacionom centru "Ade", višesportskom objektu kapaciteta 500 mjesta.